# Ferreries

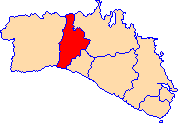
Municipality of Ferreries

Ferreries là một đô thị trên đảo Menorca, thuộc quần đảo Baleares, Tây Ban Nha.